# Centro Comercial Bab Ezzouar
El Centro comercial Bab Ezzouar
 (en árabe: المركز التجاري لباب الزوار) es un complejo comercial en la ciudad de Argel, la capital del país africano de Argelia. La construcción del Centro Comercial Bab Ezzouar estuvo a cargo del grupo suizo Jelmoli. Las obras para su edificación comenzaron en mayo de 2007 y estaba prevista su inauguración para noviembre de 2008; sin embargo, después surgieron problemas para la apertura comercial que se retrasó hasta julio de 2009.